# ジェームズ・マレー (生物学者)

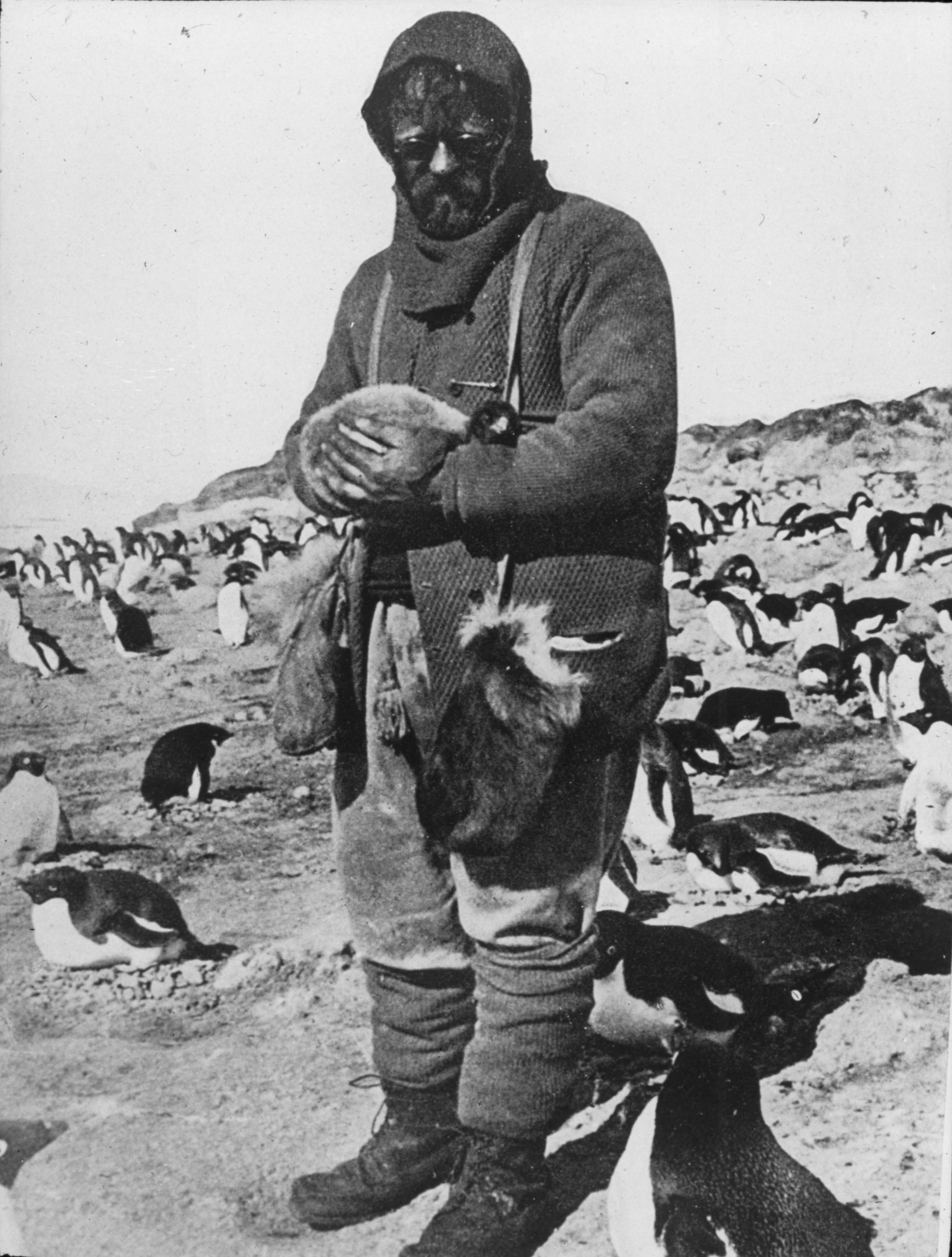
アデリーペンギンの雛を抱いたジェームズ・マレー（ニムロド遠征）。

ジェームズ・マレー博士（Dr James Murray FRSE、1865年7月21日 - 1914年2月）は、グラスゴー生まれの生物学者、探検家。

## 経歴
マレーは、グロサリーを営んでいた父ウィリアム・マレー (William Murray) とその妻ジャネット・マレー (Janet McMurray) の息子として、グラスゴーのシャーロット・ストリート (Charlotte Street) 50番地に生まれた。グラスゴー大学で動物学を学び、併せてグラスゴー美術学校で美術の授業も受講した。
1902年、彼は、海洋学者サー・ジョン・マレーの助手役としてスコットランドの淡水湖（ロッホ）の水深測量調査に参加した。ジェームズ・マレーは、このとき生物学調査と水深測量調査の両方を実施した。特に、緩歩動物や、輪形動物のヒルガタワムシ綱の採集に貢献し、輪形動物113種、緩歩動物66種についての記載をおこなった。
1907年7月、彼はエディンバラ王立協会のフェローに選ばれた。推薦者は、サー・ジョン・マレー、ジョージ・クリスタル、ジェームズ・バージェス、トマス・ニコル・ジョンストンであった。1909年から1911年にかけて、マレーは協会のニール賞 (Neil Prize) を与えられた。
1907年、41歳のとき、マレーはアーネスト・シャクルトンが率いたニムロド遠征に、ベースキャンプ担当として加わった。1913年には、この遠征についてまとめた書籍『Antarctic Days』を、同僚のジョーイ・マーストンと共著した。
1911年、46歳のとき、マレーは探検家パーシー・フォーセット、ヘンリー・コスティン (Henry Costin)、ヘンリー・マンレイ (Henry Manley) とともに、ペルーとボリビアの国境地帯のジャングルを探検と地図作成を目指した。しかし、マレーは熱帯の厳しさに適応することができず、事の成り行きは芳しくなかった。結局、フォーセットはマレーを遠征隊から外すことになったが、それほど彼の状態は悪かった。しばらくの間マレーは身を隠し、タンボパタのとある家で体調の回復を待った。1912年に、彼はラパスに達したが、そこで自分が死んだものと思われていたことを知った。
フォーセットの下での酷い扱いに怒っていたマレーは、訴えを起こそうとしたが、王立地理学会の友人たちがそのようなことをしないよう説得した。
1913年6月、マレーはカナダの南極科学遠征隊に加わり、カーラックの不運な最後の航海に海洋学者として乗船した。1913年8月、船は南極海で氷に閉ざされた。マレーは、船長に対して反乱を起こし、他の3人とともに船を離れて氷上を出発した。彼ら4人のその後については何もわかっていない。
マレーは、おそらくは1914年2月に、南極で死んだものと考えられている。

## 家族
マレーは、1892年に、メアリ・ライオール (Mary Lyall) と結婚した。

## 大衆文化の中で

### 映画
- 2016年の映画『ロスト・シティZ 失われた黄金都市』の中では、アンガス・マクファーデンがマレーを演じた。

## 著作
- Murray, J., 1905. The Tardigrada of the Scottish Lochs. Trans. R. Soc. Edinb., 41: 677 - 698
- Murray, J., 1905. Microscopic life of St. Kilda. Ann. Scott. Nat. Hist., 54: 94 - 96
- Murray, J., 1905. The Tardigrada of the Forth Valley. Ann. Scott. Nat. Hist., 55: 160 - 164
- Murray, J., 1906. The Tardigrada of the Forth Valley. Part II. Ann. Scott. Nat. Hist., 60: 214 - 217
- Murray, J., 1906. Scottish National Antarctic Expedition: Tardigrada of the South Orkneys. Trans. Roy. Soc. Edinb., 45: 323 - 339
- Murray, J., 1906. Scottish Alpine Tardigrada. Ann. Scott. Nat. Hist., 57: 25 - 30
- Murray, J., 1906. Scottish Alpine Tardigrada. Ann. Scott. Nat. Hist., 60: 214 - 217
- Murray, J., 1907. Water-bears or Tardigrada. Quekett Micr. Club, 10: 55 - 70
- Murray, J., 1907. Arctic Tardigrada, collected by Wm. S. Bruce. Transactions of the Royal Society of Edinburgh, 45: 669 - 681
- Murray, J., 1907. Some Tardigrada of the Sikkim Himalaya. J. Roy. Microsc. Soc., 1907: 269 - 273
- Murray, J., 1907. Encystment of Tardigrada. Trans. R. Soc. Edinb., 45: 837 - 854
- Murray, J., 1907. Some South African Tardigrada. J. R. Micr. Soc. London, 5: 515 - 524
- Murray, J., 1907. Some Tardigrada from the Sikkim Himalaya, Journ. R. Micr. Soc., pt. 3: 269 - 273, pl. 14
- Murray, J., 1907. The encystment of Macrobiotus. The Zoologist, 11: 4 - 11
- Murray, J., 1907. Scottish Tardigrada collected by the Lake Survey. Trans. Roy. Soc. Edinburgh, 45: 641 - 668
- Murray, J., 1910. Tardigrada. British Antarctic Expedition 1907 - 1909. Reports on the Scientific Investigations. Vol. 1 Biology (Part V): 83 - 187 (plates 14 - 21)
- Murray, J., 1910. Canadian Tardigrada. In Report for the Scientific Investigation of the British Antarctic Expedition 1907 - 1909. Volume I. London: 158 - 178
- Murray, J., 1911. Water-bears or Tardigrada. J. Quekett Micr. Club., 11: 181 - 198
- Murray, J., 1911. Arctiscoida. Proc. R. Ir. Acad., 31: 1 - 16
- Murray, J., 1911. Scottish Tardigrada, a review of our present knowledge. Ann. Scott. Nat. Hist., 78: 88 - 95
- Murray, J., 1911. Clare Island Survey: Arctiscoidea. Proc. Roy. Irish Acad., Dublin, 31: 1 - 16
- Murray, J., 1913. African Tardigrada. J. R. Micr. Soc. London, pt. 2: 136 - 144
- Murray, J., 1913. Notes on the Natural History of Bolivia and Peru. Scottish Oceanogr. Lab., Edinburgh: 1 - 45 (Tardigrada, pp. 28 – 30)

## 関連文献
- Niven, Jennifer (2001). The Ice Master. London: Pan Books. ISBN 0-330-39123-2.
- “Captain Bartlett has no views”. Washington Post. (1914年7月6日)
- Shackleton, Heart of the Antarctic.
- Grann, David (2009). The Lost City of Z. Doubleday. pp. 110–124. ISBN 978-0-385-51353-1